# جورجيا روكس دويل
جورجيا روكس دويل (1884–1977) كانت طبيبة في أتلانتا، جورجيا، تخصصت في طب التوليد وطب الأطفال. عندما حصلت دويل على ترخيص للعمل طبيبة في عام 1904، كانت واحدة من بين ثلاث طبيبات أمريكيات أفريقيات وحيدات في ولاية جورجيا. بدأت دويل بممارسة الطب في الوقت الذي فرضت فيه قوانين جيم كرو والعادات الاجتماعية في جورجيا وجود عزلًا عنصريًا في كليات الطب ومرافق الرعاية الصحية والجمعيات الطبية. بهدف مواجهة نقص الرعاية الطبية للأمريكيين الأفارقة في أتلانتا، افتتحت دويل مستشفى دويل الذي كان أول مستشفى عام خاص ناجح للأمريكيين الأفارقة في أتلانتا، وأول مستشفى توليد للنساء الأمريكيات من أصل أفريقي في أتلانتا.

## نشأتها وتعليمها
وُلدت جورجيا روكس دويل في عام 1884 في ألباني، جورجيا لعبدَين سابقَين هما القس جورج هنري دويل وآليزا ديكرسون دويل. اشترى والدها حريته بمفرده. كان جورج دويل مؤسس الجمعية المعمدانية التبشيرية لجورجيا، وكان أمينًا في معهد سبيلمان اللاهوتي في أتلانتا. تبعت دويل اهتمامات والدها المهنية بدايةً، وقصدت معهد ووكر المعمداني، وقصدت لاحقًا معهد سبيلمان وتخرجت فيه. كانت أول شخص من كلية سبيلمان يلتحق بكلية الطب. تخرجت بمرتبة الشرف في كلية ماكيري الطبية في ناشفيل، تينيسي في عام 1904. من أجل تخطي عدم حصولها على دورة دراسية في مرحلة ما قبل الدراسة الجامعية للطب، أخذت دورات إضافية في الكليات المحلية. عادت دويل إلى أوغاستا، جورجيا لحضور امتحان البورد الطبي لولاية جورجيا، وحصلت على أعلى نتيجة في الامتحان في ذلك العام واعتُرف بها «لقدرتها وإتقانها الاستثنائيين».

## مسيرتها المهنية الطبية
عندما بدأت دويل بممارسة الطب في أوائل القرن العشرين، فرضت قوانين جيم كرو والعادات الاجتماعية في جورجيا العزل العنصري في كليات الطب ومرافق الرعاية الصحية والجمعيات الطبية. اعتقد الأطباء والمرضى بشكل عام أن الأطباء الأمريكيين من أصل أفريقي أقل كفاءة في تقديم الخدمات الطبية لجميع الناس من جميع الأعراق. لم يكن بمقدور الأطباء الأمريكيين من أصل أفريقي إدخال المرضى إلى المستشفى من أجل تقديم الخدمات الطبية لمرضاهم الخاصين. كان على دويل أن تتغلب على الحواجز القانونية والأعراف الاجتماعية التي تفترض أنها أقل كفاءةً من الطبيب الأبيض من أجل تأسيس ممارسة طبية ناجحة لتقديم الرعاية للمرضى.
بعد اجتياز امتحان البورد الطبي لولاية جورجيا، تدربت دويل في أوغستا لمدة عامين. في عام 1906، انتقلت إلى أتلانتا بهدف التأسيس لمزاولة طب التوليد وطب الأطفال.

### مستشفى دويل
من أجل توفير رعاية استشفائية لمرضاها، استأجرت دويل غرفًا في شارع 14 بولفار أفينو شمال شرق أتلانتا. أُسس مشفى دويل رسميًا في عام 1920. عمل المستشفى بنفس الغرف المستأجرة لمدة سبعة وعشرين عامًا، حتى تقاعدت دويل في عام 1949.

### الجمعيات الطبية
كانت دويل عضوًا في الجمعية الطبية الوطنية (منظمة مهنية للأطباء الأمريكيين من أصل أفريقي)، وترأست لجنة طب الأطفال في الجمعية، وعُيّنت نائبًا لرئيس الجمعية. عملت في اللجان الوطنية والدولية، بما في ذلك اللجنة الدولية للطفولة، وجمعية التطهير الاجتماعي الأمريكية، ولجنة الأطفال والشباب في الولايات المتحدة.

## أواخر حياتها ووفاتها
تقاعدت دويل في عام 1949 وانتقلت إلى شيكاغو مع زوجها الثاني. توفيت في عام 1977. كُرمت دويل لإنجازاتها بإقامة أحداث تتضمن «أسبوع تقدير الدكتورة جورجيا آر. دويل» في معهد سبيلمان.